# Mesostalita nocturna
Mesostalita nocturna is een spinnensoort in de taxonomische indeling van de celspinnen (Dysderidae).
Het dier behoort tot het geslacht Mesostalita. De wetenschappelijke naam van de soort werd voor het eerst geldig gepubliceerd in 1931 door Carl Friedrich Roewer.